# Hessea undosa
Hessea undosa är en amaryllisväxtart som beskrevs av Deirdré Anne Snijman. Hessea undosa ingår i släktet Hessea och familjen amaryllisväxter. Inga underarter finns listade i Catalogue of Life.